# Zalmoxis convexus
Zalmoxis convexus is een hooiwagen uit de familie Zalmoxioidae.